# Pak Yong-ok
Dans ce nom coréen, le nom de famille, Pak, précède le nom personnel Yong-ok.
Pour les articles homonymes, voir Pak.
Pak Yong-ok (née en 1956) est une pongiste de Corée du Nord.
Elle remporte plusieurs médailles aux Championnats d'Asie avec deux titres, par équipe en 1976 et en double avec Kim Chang-ae en 1978. En 1977 et 1979, elle participe aux championnats du monde : elle remporte le titre de double en 1977 avec sa partenaire chinoise Yang Ying ; dans la compétition par équipe, elle remporte le bronze en 1977 et deuxième en 1979.